# Odesas internationella flygplats

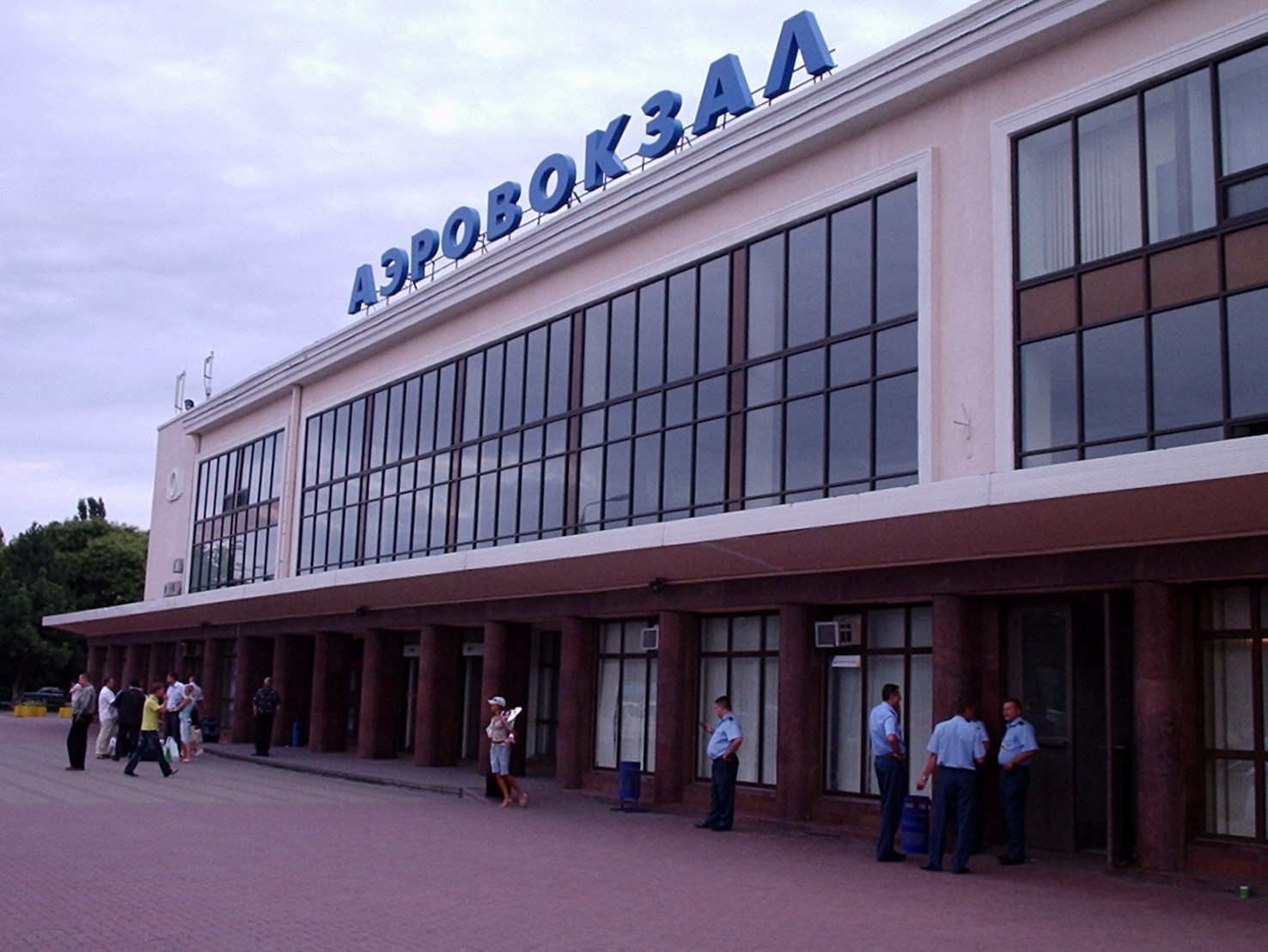

Odesas internationella flygplats (ukrainsk:Міжнародний аеропорт Одеса) (IATA: ODS, ICAO: UKOO) även kallad "Odesa Central" (Одеса Центральний) är en internationell flygplats belägen 7 km sydväst om Odessa. Den är Ukrainas näst största flygplats och betjänar utöver inrikes och internationella flygningar även Ukrainas flygvapen.
Den 24 februari 2022 stängde Ukraina luftrummet för civila flygningar på grund av den ryska invasionen av Ukraina.

## Faciliteter
Området för Odesas internationella flygplats är 570 hektar. Flygplatsens tekniska service är baserad på 2 800 kvadratmeter yta och representeras av fyra parkeringsplatser för att tillhandahålla teknisk service till fyra plan samtidigt. Europeiska standarder klassificerar flygplatsen som "klass 1". Flygplatsen har ILS CAT I-status.
Flygplatsens landningsbanor samanvänds med det ukrainska flygvapnet.

## Historia
Flygplatsen byggdes 1961 och har utökats vid flera tillfällen. 
År 2007 förlängdes huvudbanan och år  2012 började byggandet av en ny  terminal. Den skulle ha en yta på  26 000 kvadratmeter och ha en kapacitet på 1 000 passagerare per timme (1,5–2 miljoner passagerare per år). Den skulle ha 16 incheckningsdiskar och fyra teleskopiska landgångar, och antalet bussupphämtningsställen skulle utökas från två till fem. Den nya terminalen skulle ha varit klar i slutet av 2013, men på grund av omfattande förseningar öppnades den för ankomster först den 15 april 2017. Den används av både internationella flyg och inrikesflyg. Den beräknade kostnaden för arbetet var cirka 45–60 miljoner. Airport Consulting Vienna företaget har utvecklat en översiktsplan, affärsplan och utvärdering av det tekniska konceptet för flygplatsen. Projektets chefsdesigner var det spanska företaget Ineco.
Under ett utbyggnadsarbete år 2021 hittades en massgrav med kvarlevor av 5 000-8 000 personer som tros vara offer för Holodomor.

## 2022 rysk-ukrainska kriget
Den 30 april 2022 träffade en rysk missil den nybyggda landningsbanan och förstörde den. Ukrainska tjänstemän uppgav att en Bastion-missil användes och att ingen skadades. Den ryska militären bekräftade senare attacken.